# Існатораф
Існатораф (ісп. Iznatoraf) — муніципалітет в Іспанії, у складі автономної спільноти Андалусія, у провінції Хаен. Населення — 1079 осіб (2010).
Муніципалітет розташований на відстані близько 290 км на південь від Мадрида, 70 км на схід від Хаена.
На території муніципалітету розташовані такі населені пункти: (дані про населення за 2010 рік)
- Бардасосо: 1 особа
- Існатораф: 1023 особи
- Батанехо: 55 осіб

## Демографія
Динаміка населення (INE ):